# João Rasteiro
João Rasteiro (Ameal, Coimbra, 3 de julho de 1965) é um poeta e ensaísta português. É Licenciado em Estudos Portugueses e Lusófonos pela Universidade de Coimbra. Vive e trabalha atualmente em Coimbra, na Casa da Cidadania da Língua - Câmara Municipal de Coimbra.

## Biografia
Para além da sua escrita; essencialmente poesia, mas também alguma ficção e ensaio, traduziu para o português vários poemas da língua castelhana, de Harold Alvarado Tenorio, Miro Villar, Juan Armando Rojas Joo, Enrique Villagrasa, Juan Carlos García Hoyuelos, Victor Rodriguez Nunez e Antonio Colinas.
Possui diversos poemas publicados em várias revistas e antologias em Portugal, Brasil, Moçambique, Itália, França, Espanha, Países Baixos, Colômbia, Honduras, Nicarágua, Finlândia, Chéquia, Hungria, Rússia, Chile, Argentina, Peru, México, USA e India,  e vários poemas traduzidos para o espanhol, italiano, catalão, inglês, francês, neerlandês, checo, japonês, finlandês, húngaro, occitano, árabe e persa.
"Em João Rasteiro vamos encontrar uma poesia cujas principais referências e influências se vão encontrar em nomes como os dos poetas Herberto Helder, Fiama Hasse Pais Brandão ou Daniel Faria, mas também em nomes como os de Charles Bernstein ou Gertrude Stein. É uma poesia do corpo, físico e essencialmente do corpo da linguagem": (sic) ( Graça Capinha, Universidade de Coimbra).
Em 2005 integrou a antologia: “Cânticos da Fronteira/Cânticos de la Frontera (Trilce Ediciones - Junta de Castilha y León). Em 2007 fez parte do grupo de poetas convidados para o VI Encontro Internacional de Poetas de Coimbra, organizados pelo grupo de estudos Anglo-Americanos da Faculdade de Letras da Universidade de Coimbra. Foi também um dos poetas convidados para o III Festival Internacional de Poesia de Granada, Nicarágua. Em 2008 integrou a antologia "O Reverso do Olhar" - exposição Internacional de Surrealismo Actual.  Em 2009 integrou a antologia: “Portuguesia: Minas entre os povos da mesma língua – antropologia de uma poética” (livro-DVD), organizada pelo poeta brasileiro Wilmar Silva e que engloba poéticas de Portugal, Brasil, Angola, Cabo Verde, Guiné-Bissau, Moçambique, São Tomé e Príncipe, Timor-leste, Goa, Macau e Galiza. Em 2009 integrou o livro de ensaios “O que é a poesia?”, organizado pelo brasileiro Edson Cruz. Em 2010 integrou a antologia "Poesia do Mundo VI", resultante dos VI organizados pelo Grupo de Estudos Anglo-Americanos da Faculdade de Letras da Universidade de Coimbra. Em 2011 integrou o livro "Três Poetas Portugueses" [Editora RG, São Paulo), organizado pelo poeta Álvaro Alves de Faria. Em 2012 integrou a antologia de poesia portuguesa contemporânea "Corté la naranja en dos", (México, Ediciones Libera) com compilação e tradução de Fernando Reyes da Universidade Nacional Autónoma do México.
Tem participado e diversos festivais literários (essencialmente de poesia), tanto em Portugal, como no estrangeiro. Em 2014, no âmbito dos XVII Encontros de Poetas Iberoamericanos (Salamanca), em que participou como poeta convidado, viu apresentado pelo poeta Antonio Colinas (com tradução de Alfredo Pérez Alencart e capa e imagens de Miguel Elias) no Centro de Estudos Brasileiros da USAL (Universidade de Salamanca) o seu livro “Salamanca ou a memória do Minotauro”. Em 2016, conjuntamente com Paulo José Miranda, foi poeta convidado a representar Portugal, no Festival de poesia VOIX VIVES, de Méditerranée en Méditerranée, em Sète, Languedoc, França. Em 2017, integrou a antologia, “Voces de Portugal. Once poetas de hoy” (Espanha - Colección Series Mino, tradução e coordenação de Pedro Sánchez Sanz). Em 2018, no âmbito da FIL - Feira Internacional do Livro de Guadalajara, integrou o número especial da revista literária Luvina, Universidade de Guadalajara, dedicado à literatura portuguesa.
Em 2021, integrou a antologia "19 Poetas de Portugal", publicada em Espanha pela Lastura Ediciones.
Integra, desde a sua fundação, conjuntamente com Miguel Carvalho, Seixas Peixoto, Pedro Prata, Luiz Morgadinho e Rik Lina (Hol.), o "Cabo Mondego Section of the Portuguese Surrealism”, tendo participado na exposição “Surrealism in 2012” do Goggleworks Center for the Arts, Reading, EUA, com trabalhos individuais e colectivos, executados em parceria com os elementos do grupo.
Em 2009 e 2018 organizou antologias dedicadas à poesia portuguesa, respectivamente: "Poesia Portuguesa Hoje" (Arquitrave, Colômbia) e "Aquí, en Esta Babilonia" (Amargord, Espanha).

## Obras

### Poesia
- A Respiração das Vértebras, 2001, Sagesse
- No Centro do Arco, 2003, Palimage
- Os Cílios Maternos, 2005, Palimage
- O Búzio de Istambul, 2008, Palimage
- Pedro e Inês ou As madrugadas esculpidas, 2009, Apenas
- A Divina Pestilência, 2011, Assírio & Alvim
- Tríptico da Súplica, 2011, Escrituras (Brasil)
- Pequeña Retrospectiva de la Puesta en Escena, 2014, Lastura (Espanha)
- Salamanca ou a Memória do Minotauro, 2014, Palimage
- Ruídos e Motins, 2016, Palimage
- A boca solitária do orvalho, 2016, Temas Originais (série "mínima") - [transcriações de João Rasteiro a partir de um vasto conjunto de haikus de Kassai Misou]
- A rose is a rose is a rose et coetera, 2017 (2º ed., 2018), Edições Sem Nome
- Poemas em ponto de osso / Poemas en punto de hueso, 2017, Ianua Editora (Espanha)
- Levedura, 2019 (2º ed., junho 2019), Edições Sem Nome
- OFÍCIO Poesia: 2000-2020, 2021, Porto Editora
- Incenso, 2022, Ibis Libris (Brasil)
- QUARENTENA (João Rasteiro, Ana Paula Inácio, José Rui Teixeira, Rosa Alice Branco), 2022, Editora Exclamação
- SARDOAL, 2023, Letras Lavadas
- As pedras que choram o Douro, 2023, Sabaria Editora (Espanha)
- Escoriação, 2024, Coleção 12catorze, Edições Húmus
- A rose is a rose is a rose et coetera, 2024, GARVM Ediciones (Espanha)
- TARÂNTULA, 2025, The Poets and Dragons Society
- Anatomia de uma derrota, 2025, rvj editores

### Prosa Poética
- Diacrítico, 2010, Labirinto
- Acrónimo, 2015, Edições Sem Nome

### Contos
- O País Invisível, 2015, CMC-Centro de Estudos Mário Cláudio [10 contos x 10 autores].
- Antologia de Contos Originais, Coordenação de João de Mancelos, 2020, Edições Colibri
- Governadores de Orvalho, 2020, Coleção 12catorze, Edições Húmus

### Entrevistas
- Como Arma Tenho A Palavra E O Peito Aberto [Entrevista-Depoimento do Poeta Álvaro Alves de Faria a João Rasteiro], 2023, Ibis Libris (Brasil)

### Edições Especiais
- Elegias,  2011 - [sete poemas & desenhos de João Rasteiro e Rik Lina - num total de 77 exemplares assinados pelos autores e numerados de 1 a 70 & de I a VII (com um desenho original a tinta da china e um poema manuscrito)], Debout Sur L´Oeuf
- Solstício de Dezembro, 2014 - [Desta edição, poema de João Rasteiro e capa de Seixas Peixoto, foram feitas duas tiragens, ambas assinadas e numeradas pelos autores. Todos os exemplares comportam um original aguarelado de Seixas Peixoto e foram executados em Coimbra pela "tipografia Nocamil", sendo os estojos executados na "chronospaper", no mês de Dezembro de 2014]. Edição de Autor.
- Eu cantarei um dia da tristeza, 2017 (e-manuscrito & João Rasteiro ®), APE e escritores.online
- OFÍCIO Poesia: 2000-2020, 2021, Porto Editora, eBook
- "Natal de quê? De quem?", 2016 - [Plaquete de poesia com 16 páginas sobre o Natal], MV
- "Natal de quê? De quem?", 2017 - [Plaquete de poesia com 18 pág. sobre o Natal] - 2º Edição, revista e aumentada, MV
- "Natal de quê? De quem?", 2018 - [Plaquete de poesia com 20 pág. sobre o Natal] - 3º Edição, revista e aumentada, MV
- "Natal de quê? De quem?", 2019 - [Plaquete de poesia com 22 pág. sobre o Natal] - 4º Edição, revista e aumentada, MV
- "Natal de quê? De quem?", 2020 - [Plaquete de poesia com 24 pág. sobre o Natal] - 5º Edição, revista e aumentada, MV
- "Natal de quê? De quem?", 2021 - [Plaquete de poesia com 26 pág. sobre o Natal] - 6º Edição, revista e aumentada, MV
- "Natal de quê? De quem?", 2022 - [Plaquete de poesia com 28 pág. sobre o Natal] - 7º Edição, revista e aumentada, MV
- "Natal de quê? De quem?", 2023 - [Plaquete de poesia com 30 pág. sobre o Natal] - 8º Edição, revista e aumentada, MV
- "Natal de quê? De quem?", 2024 - [Plaquete de poesia com 30 pág. sobre o Natal] - 9º Edição, revista e aumentada, MV

### Outras
- Música:
- Participação ao nível das letras, no CD, MENSAGENS, terceiro trabalho do grupo "Fado ao Centro", todo feito de originais sobre os novos caminhos da denominada música e canção de Coimbra (Fado de Coimbra), 2014.
- Participação ao nível das letras, no CD, (des) Encontros (Prémio Edmundo Bettencourt), do grupo "Fernando Marques Ensemble", com o objectivo da renovação da Canção de Coimbra, através de uma estreita ligação à poesia, e, por outro lado, na abertura a outro tipo de instrumentos e linguagens musicais (Canção de Coimbra), 2016.
- Teatro:
- Em 2017, o grupo 'Os Controversos' (com encenação e adaptação dramatúrgica de Ricardo Kalash) levou à cena no Convento São Francisco (Coimbra), a peça 'A rose is a rose', a partir do livro "A rose is a rose is a rose et coetera" (Edições Sem Nome, 2017).
- Cinema:
- Figuração no filme A Bela América, do realizador António Ferreira, 2023.

## Distinções
- “Segnalazione di merito” do Concurso Internacional “Publio Virgilio Marone”, pela Accademia Internazionale “Il Convivio”, Castiglione de Sicilia, Itália, 2003
- 1º Prémio no Concurso de Poesia "Cinco Povos Cinco Nações", Congresso Internacional de Literaturas Africanas, 2004
- Prémio Literário Manuel António Pina (Município da Guarda / Assírio & Alvim), 2010, com a obra "A Divina Pestilência".
- Finalistas [POESIA] do Prémio Portugal Telecom de Literatura 2012.
- Finalista do Prémio Literário Glória de Sant`Anna 2017, com a obra 'Ruídos e Motins', Palimage, 2016
- Finalista do Prémio Literário Glória de Sant`Anna 2018, com a obra 'A rose is a rose is a ros e et coetera', Edições Sem Nome, 2017
- Prémio César Vallejo 2020, na categoria Excelência Literária.
- Finalista do Prémio Internacional de Poesia António Salvado - Cidade de Castelo Branco, 2021, com a obra "Centeio".
- Menção Honrosa - IV Prémio Literário Pedro da Fonseca 2022, com a obra "Resina".
- Prémio Literário Natália Correia (Poesia), com a obra SARDOAL, 2023 (CMPD).
- Menção Honrosa - Prémio Literário Álamo Oliveira 2024, com a obra "Não peixe, mas rosa irresolúvel".
- Prémio Ulysses 2024, com a obra TARÂNTULA.
- Menção Honrosa - Prémio Internacional de Poesia António Salvado 2025, com a obra "Anatomia de Uma Derrota".
- Concurso "Poesia na Biblioteca" 2025, Município de Condeixa-a-Nova.
- Menção Honrosa - Prémio Literário Carlos Carranca 2025.